# Джон Рейд
Джон Рейд (англ. John Reid; нар. 8 травня 1947, Беллсгілл, Шотландія) — британський політик-лейборист, колишній міністр внутрішніх справ (2006–2007). Раніше займав різні пости в уряді, вперше був обраний до парламенту в 1987 році. Вважається прихильником жорсткої політики в області безпеки і одним з найбільш впливових прихильників прем'єр-міністра Тоні Блера.

## Біографія
Рейд народився 8 травня 1947 в сім'ї листоноші і робітниці пивоварні. Навчався в школі Коатбрідж, залишив її в 16 років і працював страховим клерком. Пізніше з відзнакою закінчив Університет Стірлінга за спеціальністю «історія». Потім отримав докторський ступінь з історії економіки. Політичну кар'єру починав у Комуністичній партії Великої Британії.
З 1979 по 1983 рік займався дослідницькою роботою в Лейбористської партії. З 1983 по 1985 рік був політичним радником лідера партії Ніла Кіннока. З 1986 по 1987 рік керував шотландським профспілковим рухом на підтримку лейбористів. У 1987 році вперше був обраний до парламенту. Обіймав посади в тіньовому кабінеті лейбористів: представника у справах дітей, тіньового міністра оборони. У 1994 році був одним з найбільш впливових шотландських лейбористів, які підтримали кандидатуру Тоні Блера на партійне лідерство.
У 1997 році, після перемоги лейбористів на загальних виборах, став молодшим міністром збройних сил, а потім заступником міністра транспорту. У 1999 році після виборів до шотландського парламенту був призначений міністром у справах Шотландії. На цій посаді виявився залучений в скандал навколо лобістської діяльності свого сина Кевіна Рейда. Брав участь у протистоянні з першим міністром шотландського уряду Дональдом Дьюаром.
У 2001 році зайняв пост міністра у справах Північної Ірландії, ставши першим католиком на цій посаді. Займався організацією процесу врегулювання північно-ірландського конфлікту. Потім деякий час був міністром без портфеля і головою Лейбористської партії, а потім лідером Палати громад парламенту. Очолював міністерство охорони здоров'я. У травні 2005 року отримав довгоочікуваний пост міністра оборони.
Рейда вважали фігурою, наближеною до прем'єр-міністра, і найбільш вірогідною альтернативою Гордону Брауну, яку могли запропонувати прихильники Блера. Однак деякі спостерігачі вважали, що Рейд по своєму складу скоріше не лідер, а «апаратник».
Після кадрової перестановки в травні 2006 року змінив Чарлза Кларка (Charles Clarke) на посаді міністра внутрішніх справ. Під керівництвом Рейда міністерство основні зусилля приділяло своїм поліцейським і пенітенціарним функціям, боротьбі з нелегальною міграцією і тероризмом.
У серпні 2006 року Рейд був головою надзвичайного комітету з розслідування змови терористів, які планували вибухи пасажирських літаків.
27 червня 2007 Гордон Браун змінив Блера на посаді прем'єр-міністра, і Рейд був відправлений у відставку.

### Особисте життя
Перша дружина Рейда померла в 1998 році, два роки по тому він одружився повторно. Від першого шлюбу у нього два сини.